# Bettens
Pour les articles homonymes, voir Bettens (homonymie).
Bettens est une commune suisse du canton de Vaud, située dans le district du Gros-de-Vaud. Citée dès 1141, elle fait partie du district de Cossonay entre 1803 et 2007. La commune est peuplée de 644 habitants en 2023. Son territoire, d'une surface de 375 hectares, se situe dans la région du Gros-de-Vaud.

## Géographie

### Situation
Le territoire de Bettens s'étend sur 3,75 km2. Lors du relevé de 2013-2018, les surfaces d'habitations et d'infrastructures représentaient 11,5 % de sa superficie, les surfaces agricoles 73,8 %, les surfaces boisées 14,7 % et les surfaces improductives 0,5 %.
Le territoire communal se trouve sur le plateau suisse, sur une pente légèrement à l'ouest de la région du Gros-de-Vaud. Les frontières ouest et sud de la commune suivent le cours des ruisseaux de Pra Gouma et de Malomba, tous deux affluents de la Venoge. À l'est du village se trouve la réserve naturelle du lac Coffy. Le point culminant de la commune se trouve au sud-est de la forêt du bois Ramel, à 613 mètres d'altitude.
Outre le village de Bettens, la commune compte également quelques exploitations agricoles isolées.

### Transports
Au niveau des transports en commun, Bettens fait partie de la communauté tarifaire vaudoise Mobilis. Le bus CarPostal reliant Échallens à Cossonay-Gare et celui reliant Échallens à Cheseaux-sur-Lausanne s'arrêtent dans la commune. Le village est aussi desservi par les bus sur appel Publicar, qui sont aussi un service de CarPostal.

## Histoire
Bettens est mentionné sous le nom de Betanis en 1141. La culture de la vigne est attestée dès cette date, puis elle est arrachée vers 1700. On y trouve des vestiges burgondes. Vers 1145, l'hospice du Grand-Saint-Bernard y possède un prieuré. Au Moyen Âge, Bettens appartient à une famille noble du même nom et dépend de la seigneurie de Cossonay. Le village fait ensuite partie du bailliage de Moudon et de la châtellenie de Daillens, puis du district d'Échallens de 1798 à 1803, du district de Cossonay de 1803 à 2007 et du district du Gros-de-Vaud depuis 2008. L'église actuelle est construite en 1725.

## Politique
Lors des élections fédérales suisses de 2011, la commune a voté à 32,53 % pour l'Union démocratique du centre. Les deux partis suivants furent le Parti libéral-radical avec 21,82 % et le Parti socialiste avec 19,51 % des suffrages.
Lors des élections cantonales au Grand Conseil de mars 2011, les habitants de la commune ont voté pour le Parti libéral-radical à 28,17 %, l'Union démocratique du centre à 24,07 %, le Parti socialiste à 22,41 %, l'Alliance du centre à 14,47 % et les Verts à 10,88 %.
Sur le plan communal, Bettens est dirigée par une municipalité formée de cinq membres et dirigée par un syndic pour l'exécutif et un Conseil général dirigé par un président et secondé par un secrétaire pour le législatif.

## Population et société

### Surnom
Les habitants de la commune sont surnommés les Dépensiers ou Vauriens (lè Rupian, lè Ruffian ou lè Rufian en patois vaudois), ainsi que les Grands-Pantets (lè Grand-Pantet, parce que ses habitants auraient longtemps conservés la mode des habits à grandes basques).

### Démographie

#### Évolution de la population
Bettens compte 644 habitants au 31 décembre 2023 pour une densité de population de 172 hab/km2. Sur la période 2010-2019, sa population a augmenté de 91,7 % (canton : 12,9 % ; Suisse : 9,4 %).  

#### Pyramide des âges
En 2020, le taux de personnes de moins de 30 ans s'élève à 36,6 %, au-dessus de la valeur cantonale (35 %). Le taux de personnes de plus de 60 ans est quant à lui de 10,3 %, alors qu'il est de 21,9 % au niveau cantonal.
La même année, la commune compte 322 hommes pour 315 femmes, soit un taux de 50,5 % d'hommes, supérieur à celui du canton (49,1 %).
| Hommes | Classe d’âge | Femmes |
| ------ | ------------ | ------ |
| 0,3    | 90 ans ou +  | 0,3    |
| 1,6    | 75 à 89 ans  | 2,5    |
| 7,5    | 60 à 74 ans  | 8,3    |
| 21,4   | 45 à 59 ans  | 20,6   |
| 34,5   | 30 à 44 ans  | 29,8   |
| 17,7   | 15 à 29 ans  | 14,9   |
| 17,1   | - de 14 ans  | 23,5   |

| Hommes | Classe d’âge | Femmes |
| ------ | ------------ | ------ |
| 0,5    | 90 ans ou +  | 1,4    |
| 6,1    | 75 à 89 ans  | 8,2    |
| 13,3   | 60 à 74 ans  | 14,3   |
| 21,5   | 45 à 59 ans  | 21,2   |
| 22,0   | 30 à 44 ans  | 21,4   |
| 19,6   | 15 à 29 ans  | 18,0   |
| 16,9   | - de 14 ans  | 15,5   |

#### Langues et religion
En 2000, la langue la plus parlée est le français, avec 300 personnes (96,8 %). La deuxième langue est l'allemand (6 ou 1,9 %). Sur le plan religieux, la communauté protestante est la plus importante avec 180 personnes (58,1 %), suivie des catholiques (75 ou 24,2 %). 35 personnes (11,3 %) n'ont aucune appartenance religieuse.

## Économie
Jusque dans la seconde moitié du XXe siècle, l'agriculture fournissait la base de l'économie locale et représente encore de nos jours une part importante des emplois locaux. À l'est du village se trouve une importante exploitation minière de gravier. Dans les dernières décennies, le village s'est progressivement modifié avec la création de plusieurs zones résidentielles habitées par des personnes travaillant principalement dans la région lausannoise.
Un café-restaurant se trouve sur le territoire de la commune.

## Culture et patrimoine

### Patrimoine bâti
Le château du XVIIIe siècle est inscrit comme bien culturel d'importance régionale dans la liste cantonale dressée en 2009.

### Héraldique
| Armes de Bettens | Les armes de la commune de Bettens se blasonnent ainsi : Parti d'argent et de gueules, à un anneau de l'un à l'autre. |